# Tricolor
Die Tricolor war ein Autotransporter mit einer Ladekapazität von bis zu 6.030 Pkw, der von Wallenius Wilhelmsen Lines weltweit eingesetzt wurde. Das Schiff sank am 14. Dezember 2002 nach einer Kollision mit dem Containerschiff Kariba im Ärmelkanal. Zuvor fuhr er in Charter des norwegischen Unternehmens Wilh. Wilhelmsen für die Wallenius Wilhelmsen Lines. Das Schiff gehörte der schottischen Capital Bank Plc.

## Kollision und Untergang

### Beteiligte Schiffe
Die Tricolor
Zum Unglückszeitpunkt befanden sich insgesamt 24 Personen an Bord: Der norwegische Kapitän, ein schwedischer Supercargo und 22 philippinische Besatzungsmitglieder. Zudem waren 2.871 Neuwagen, hauptsächlich der Marken BMW, Volvo und Saab, sowie 77 Einheiten rollende Ladung an Bord. In den Treibstofftanks befanden sich 1.988 m³ Schweröl und 167 m³ Dieselkraftstoff.
Die Kariba
Die Kariba (IMO-Nr. 8002559) war ein 1982 gebautes, mit 20.829 BRZ vermessenes Containerschiff, das zum Zeitpunkt der Kollision unter der Flagge der Bahamas fuhr. Das Schiff gehörte dem französischen Unternehmen Delmas und wurde von deren Tochtergesellschaft OT Africa Line im Liniendienst nach Westafrika eingesetzt. Das Schiff wurde 2003 in China verschrottet.
Die Clary
Die Clary (IMO-Nr. 7623124) war ein 1979 gebauter, unter der Flagge Singapurs fahrender, 148 Meter langer Massengutfrachter. Das Schiff gehörte der Reederei Mineral Shipping in Singapur und wurde von der MST Mineralien Schiffahrt Spedition und Transport in Schnaittenbach betrieben. Die Clary blieb nach der Kollision noch einige Jahre in Fahrt und wurde im Juli 2011 verschrottet.

### Verlauf
Am 14. Dezember 2002 gegen 02:15 Uhr kollidierten der Autotransporter Tricolor und das Containerschiff Kariba in dichtem Nebel. Die Tricolor befand sich auf dem Weg von Zeebrugge nach Southampton, die Kariba fuhr von Antwerpen nach Le Havre. Beide Schiffe befanden sich im Verkehrstrennungsgebiet in internationalen Gewässern und fuhren einen westlichen Kurs. Das dritte beteiligte Schiff, die Clary, befand sich auf dem Weg von Savannah in die Niederlande und fuhr in nördliche Richtung. Sie näherte sich dabei von Backbord der Kariba, welche sich schließlich zum Ausweichen gezwungen sah und dabei mit der sie auf ihrer Steuerbordseite überholenden Tricolor kollidierte.
Die Kariba wurde bei der Kollision schwer beschädigt, konnte jedoch aus eigener Kraft nach Antwerpen zurückkehren. Die Tricolor, deren Rumpf auf der Backbordseite durch den Bug der Kariba ebenfalls stark beschädigt wurde, kenterte nach Backbord und sank innerhalb von etwa 30 Minuten. Alle 24 Personen an Bord konnten gerettet werden. Drei Seeleute wurden von der Kariba aufgenommen, die anderen wurden vom zur Unglücksstelle geeilten belgischen Schlepper Boxter gerettet. Die Clary entfernte sich von der Unfallstelle, ohne Hilfe zu leisten.
Beim Untergang der Tricolor trat zunächst kein Öl aus. Um jedoch eine Gefährdung der Umwelt durch Ölverschmutzung zu vermeiden, wurde das niederländische Unternehmen Smit Salvage mit dem Abpumpen des in den Tanks der Tricolor vorhandenen Öls beauftragt. Das Abpumpen des Öls begann am 23. Dezember 2002. Am gleichen Tag wurde das Schiff zum Totalverlust erklärt. Einen Tag später, am 24. Dezember 2002, wurde von französischer Seite die Bergung des Wracks angeordnet. Frankreich war zuständig, da das Schiff in der Wirtschaftszone Frankreichs gesunken war.
Da das Wasser an der Unglücksstelle nur etwa 30 Meter tief war, wurde das Wrack zu einem Hindernis für die Schifffahrt im Ärmelkanal. Bei Niedrigwasser ragte die Steuerbordseite des Schiffes aus dem Wasser. In der Folge kollidierten zwei Frachtschiffe mit dem Wrack, zunächst am 16. Dezember die unter der Flagge der Niederländischen Antillen fahrende Nicola, am 1. Januar 2003 dann der unter türkischer Flagge fahrende OBO-Carrier Vicky. Die Nicola der Haren-Emser-Reederei Intersee, die ohne Ladung auf dem Weg nach Rotterdam war, konnte erst nach mehreren Stunden von zwei Schleppern vom Wrack der Tricolor heruntergezogen werden. Die mit etwa 70.000 Tonnen Kerosin beladene Vicky konnte sich nach einigen Stunden selbst befreien. Während bei der Kollision der Nicola mit dem Wrack kein Öl austrat, trat bei der Kollision der Vicky Öl aus den Treibstofftanks des Schiffes aus. Die Laderäume blieben unbeschädigt. Schließlich kollidierte am 23. Januar auch noch einer der Bergungsschlepper mit dem Wrack.

### Bergung
Am 25. Februar 2003 war der größte Teil des Öls aus den Tanks der Tricolor abgepumpt. Die Reste sollten während der Bergung des Wracks abgepumpt bzw. aufgefangen werden. Während der Arbeiten trat mehrfach Öl aus dem Wrack aus, das an den Küsten Frankreichs, Belgiens und den Niederlanden zu Verschmutzungen führte.
Für die Bergung der Tricolor wurde das Konsortium „Combinatie Berging Tricolor“ gegründet, dem die Unternehmen SMIT Salvage (Niederlande), Scaldis Salvage & Marine Contractors (Belgien), URS Salvage & Marine Contractors (Belgien) und Multraship Salvage (Niederlande) angehörten.
Da das Wrack nicht als Ganzes gehoben werden konnte, wurde es in neun Teile zerlegt, und diese wurden einzeln mit Hilfe von Schwimmkränen auf Pontons gehoben. Anschließend wurden die Pontons nach Seebrügge geschleppt, wo die Wrackteile verschrottet wurden. Für das Durchtrennen des Wracks kam eine Seilsäge zum Einsatz; diese wurde von zwei Arbeitsplattformen aus unter dem Schiffskörper durchgeführt.
Ein Teil des Wracks wurde bis September 2003 in mehreren Schritten durchtrennt und gehoben. Schlechtes Wetter behinderte dabei immer wieder die Bergung, so dass die Aktion nicht wie geplant im Oktober abgeschlossen werden konnte. Im November 2003 wurde die Bergung abgebrochen. Bis dahin waren erst fünf der neun Sektionen des Wracks gehoben. Schlechtes Wetter hatte zunehmend die Arbeiten behindert, die am 15. Mai 2004 wiederaufgenommen wurden. Da die vier an der Unglücksstelle zurückgebliebenen Sektionen während der Winterpause kollabiert waren, konnten sie nicht mehr, wie im Vorjahr, als Ganzes geborgen werden. Die Trümmer des Schiffs und der Ladung wurden in den nächsten Monaten mit Hilfe von Baggern vom Meeresgrund gehoben. Die Herstellerfirmen derjenigen Luxusfahrzeuge, die mitsamt den Wrackteilen des Schiffes ebenfalls nach Zeebrügge zur Verschrottung geschafft wurden, baten die Bergungsfirma um Diskretion. Die Autohersteller fürchteten einen Image-Schaden, falls die Bilder von verbeulten oder zersägten Limousinen um die Welt gehen würden. Daher sollte die Bergungsfirma, soweit möglich, Pressefotografen und Kameraleute fernhalten.
Am 27. Oktober 2004 war schließlich die Bergung der Tricolor beendet. Der Wert des Schiffes war mit circa 40 Millionen Euro, der der Ladung an Bord des Schiffes mit ungefähr 49 Millionen Euro angegeben. Die Tricolor war eines der größten Wracks, die jemals beseitigt werden mussten. Bei der Bergung konnten Erfahrungen genutzt werden, die SMIT Salvage bereits bei der Bergung der Kursk im September 2001 sammeln konnte.

### Unfallursachen und Gerichtsverfahren
In erster Instanz kam ein US-amerikanisches Gericht, vor dem Anteilseigner der Tricolor auf Schadenersatz geklagt hatten, zu dem Schluss, dass die Kursänderung der Kariba als alleinige Ursache des Unglücks anzusehen war. Ein Berufungsgericht hob diesen Spruch später auf und attestierte allen drei beteiligten Schiffen unglücksursächliche Verstöße gegen die Kollisionsverhütungsregeln: Das Gericht stellte fest, dass die Clary trotz verminderter Sicht keinen angemessenen Ausguck eingesetzt hatte und ihrer Ausweichpflicht gegenüber der Kariba nicht rechtzeitig nachkam. Anschließend habe die Kariba plötzlich nach Steuerbord in den Fahrtweg der Tricolor gedreht, was die unmittelbare Ursache der Kollision gewesen sei. Die Tricolor wiederum habe die Kariba trotz verminderter Sicht und mit nur geringfügig höherer Geschwindigkeit überholt, obwohl sie mittels Radar in der Lage gewesen sei zu erkennen, dass die Clary die Kariba möglicherweise zum Ausweichen zwingen würde. Weiterhin habe keines der beteiligten Schiffe die bei schlechter Sicht vorgeschriebenen Schallsignale gegeben oder versucht, Funkkontakt mit einem der anderen Beteiligten aufzunehmen. Die Clary entfernte sich nach der Kollision vom Unglücksort, ohne Hilfe zu leisten, und es wurden Aufzeichnungen manipuliert, um den Zwischenfall zu verschleiern. In einem zweiten Berufungsverfahren bestätigte ein US-amerikanisches Appellationsgericht im März 2012 eine Aufteilung der jeweiligen Schuld an der Kollision mit 63 % für die Kariba, 20 % für die Clary und 17 % für die Tricolor.